# Плоска Дальня (Ушковський вулкан)
Плоска Дальня — гора, активний стратовулкан, відомий як Ушковський вулкан, Ушковська сопка або Ушкінська сопка . Висота — 3943 м над рівнем моря.
Знаходиться у центральній частині півострова Камчатка на захід від Ключевського вулкана. Входить до східного вулканічного поясу та розташований у Ключевській групі вулканів.
Вулкан Ушковський разом із вулканом Крестовським утворює єдиний вулканічний масив.
Вулкан Ушковський має форму еліпсоподібного усіченого конуса. Вершина вулкана увінчується округлою кальдерою розміром 4,5×5,5 км, яка заповнена товстим шаром льоду. Породи представлені базальтовою пірокластикою. Востаннє виверження вулкана відбулося 1890 року.
Стара назва вулкана — сопка Ушківська.